# جيرمانو
جيرمانو (بالبرتغالية: José Germano de Sales) هو لاعب كرة قدم برازيلي في مركز الهجوم، ولد في 25 مارس 1942 في Conselheiro Pena ‏ في البرازيل، وتوفي بنفس المكان في 30 سبتمبر 1998. شارك مع منتخب البرازيل لكرة القدم. أما مع النوادي، فقد لعب مع إيه سي ميلان وستاندارد لييج ونادي بالميراس ونادي جنوى ونادي فلامنغو.

## وصلات خارجية
- جيرمانو على موقع قاعدة بيانات كرة القدم.إي يو (الإنجليزية)
- جيرمانو على موقع عالم كرة القدم.نت (الإنجليزية)